# 공집합

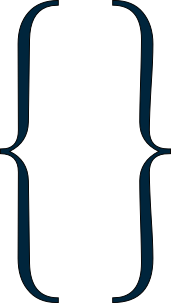
공집합의 기호

수학에서 공집합(空集合, 영어: empty set)은 원소가 하나도 없는 집합이다. 기호는 { } 또는 {\displaystyle \varnothing } (∅) 또는 {\displaystyle \emptyset }. {\displaystyle \varnothing } 기호는 시행 결과로 어떠한 조건에서도 나올 수 없는 사건을 의미하는 공사건의 기호이기도 하다.

## 정의
공집합 {\displaystyle \varnothing }은 아무런 원소를 가지지 않는 집합이다. 이는 다음 조건을 만족시키는 유일한 집합이다.
- 임의의 {\displaystyle x\in \varnothing }에 대하여, {\displaystyle x\neq x}

## 성질
모든 집합 {\displaystyle A}에 대하여,
- 공집합은 {\displaystyle A}의 부분집합이다.
{\displaystyle \varnothing \subset A}
- 집합 {\displaystyle A}와 공집합의 합집합은 집합 A이다.
{\displaystyle A\cup \varnothing =A}
- 집합 {\displaystyle A}와 공집합의 교집합은 공집합이다.
{\displaystyle A\cap \varnothing =\varnothing }
- 집합 {\displaystyle A}와 공집합의 곱집합은 공집합이다.
{\displaystyle A\times \varnothing =\varnothing }

공집합은 다음과 같은 성질들을 가지고 있다.
- 공집합의 유일한 부분집합은 공집합 자신이다.
{\displaystyle A\subset \varnothing \Longrightarrow A=\varnothing }
- 공집합의 멱집합은 공집합만을 원소로 하는 집합이다.
{\displaystyle 2^{\varnothing }=\{\varnothing \}}
- 공집합의 원소의 개수는 0이다. 즉, 공집합의 기수가 0이다. 공집합은 유한집합이다.
{\displaystyle \mathrm {card} (\varnothing )=0}
- {\displaystyle A}는 공집합과 서로소이다.

{\displaystyle A-\varnothing =A}

## 응용

### 공허하게 참인 명제
공허하게 참인 명제(空虛-命題, 영어: vacuously true statement)는 공집합에 대한 전칭 명제나, 거짓 명제를 전제 조건으로 하는 함의 명제를 뜻한다. 그 전형적인 꼴은 다음과 같다.
- {\displaystyle \forall x\in \varnothing \colon \phi (x)}
- {\displaystyle \phi \implies \psi } (여기서 {\displaystyle \phi }는 거짓 명제이다.)

공허하게 참인 명제는 뒤에 오는 결론이 모순 명제이더라도 항상 참이지만, 실속 있는 내용이 없다.
예를 들어, 다음과 같은 명제들은 공허하게 참인 명제이다.
- 임의의 {\displaystyle x\in \varnothing }에 대하여, {\displaystyle x\neq x}
- 만약 {\displaystyle 3<x<2}라면, {\displaystyle 6<2x<4}이다.

### 공집합에 대한 합과 곱
편의를 위해, 공집합 속의 모든 원소들의 합은 0, 곱은 1로 정의된다. 즉, 다음과 같다.
{\displaystyle \sum _{x\in \varnothing }x=0}
{\displaystyle \prod _{x\in \varnothing }x=1}
예를 들어, 합
{\displaystyle \sum _{n=p}^{q}a_{n}}
을 다음과 같이 재귀적으로 정의할 수 있다.
{\displaystyle \sum _{n=p}^{q}a_{n}={\begin{cases}0&p>q\\\displaystyle \sum _{n=p}^{q-1}a_{n}+a_{q}&p\leq q\end{cases}}}

### 영항 연산
편의를 위해, 집합 {\displaystyle A}의 0번 곱집합 {\displaystyle A^{\times 0}}은 임의의 한원소 집합 {\displaystyle \{\bullet \}}으로 정의된다. 이 경우, 집합 {\displaystyle A} 위의 영항 연산
{\displaystyle f\colon A^{\times 0}\to A}
는 {\displaystyle A}의 원소
{\displaystyle f(\bullet )\in A}
와 일대일 대응한다.

### 집합론
수, 특히 자연수를 정의할 때 공집합의 집합 관계를 이용하여 정의하는 방법이 있다. {\displaystyle 0:=\varnothing ,\ 1:=\{\varnothing \},\ 2:=\{\varnothing ,\{\varnothing \}\},\ \cdots } 이러한 방식을 사용하면 공집합으로부터 자연수를 정의할 수 있다. 이것은 무한 공리에서 사용하는 방법이다.

## 역사
공집합의 기호 {\displaystyle \varnothing }는 프랑스의 수학자이며 니콜라 부르바키의 회원이었던 앙드레 베유가 문자 Ø로부터 도입하였다. 그리스 문자 {\displaystyle \phi }를 쓴 책도 있으나, 활자 문제로 비슷한 모양을 쓴 것일 뿐 실제로는 아무 관련이 없다.

## 같이 보기
- 헐모시 팔